# Lopușne, Kremeneț
Lopușne (în ucraineană Лопушне) este localitatea de reședință a comunei Lopușne din raionul Kremeneț, regiunea Ternopil, Ucraina.

## Demografie
Componența lingvistică a localității Lopușne
     Ucraineană (99,87%)
     Alte limbi (0,13%)
Conform recensământului din 2001, majoritatea populației localității Lopușne era vorbitoare de ucraineană (99,87%), existând în minoritate și vorbitori de alte limbi.